# Gaylussacia brasiliensis
Espèce
Classification phylogénétique
Gaylussacia brasiliensis est une espèce de plante à fleurs de la famille des Ericaceae originaire du Brésil
Ce sont des arbustes de 50 à 80 cm de haut aux feuilles alternes, sessiles, simples, ovales et aux petites fleurs rouges en clochettes terminales.

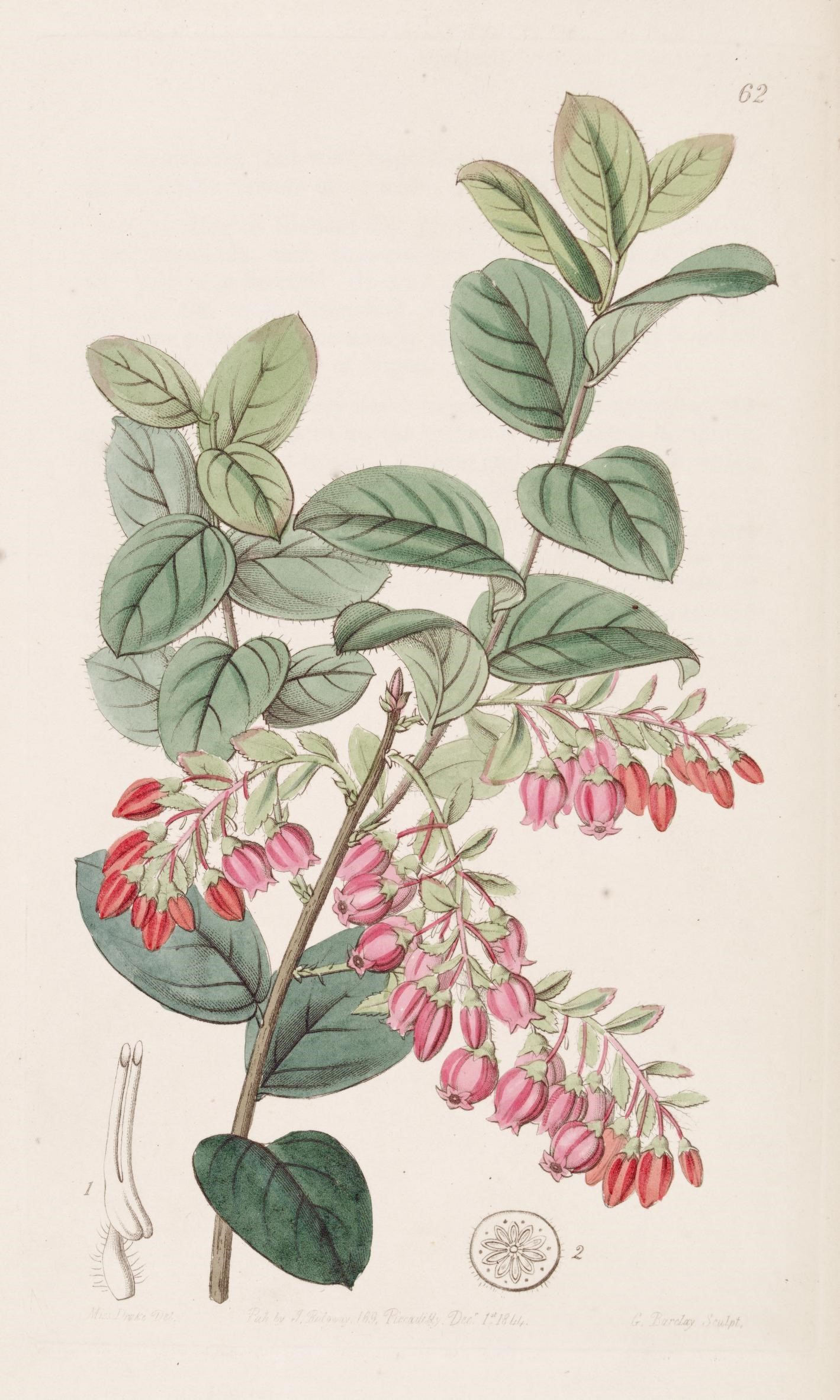